# اماکیمونو

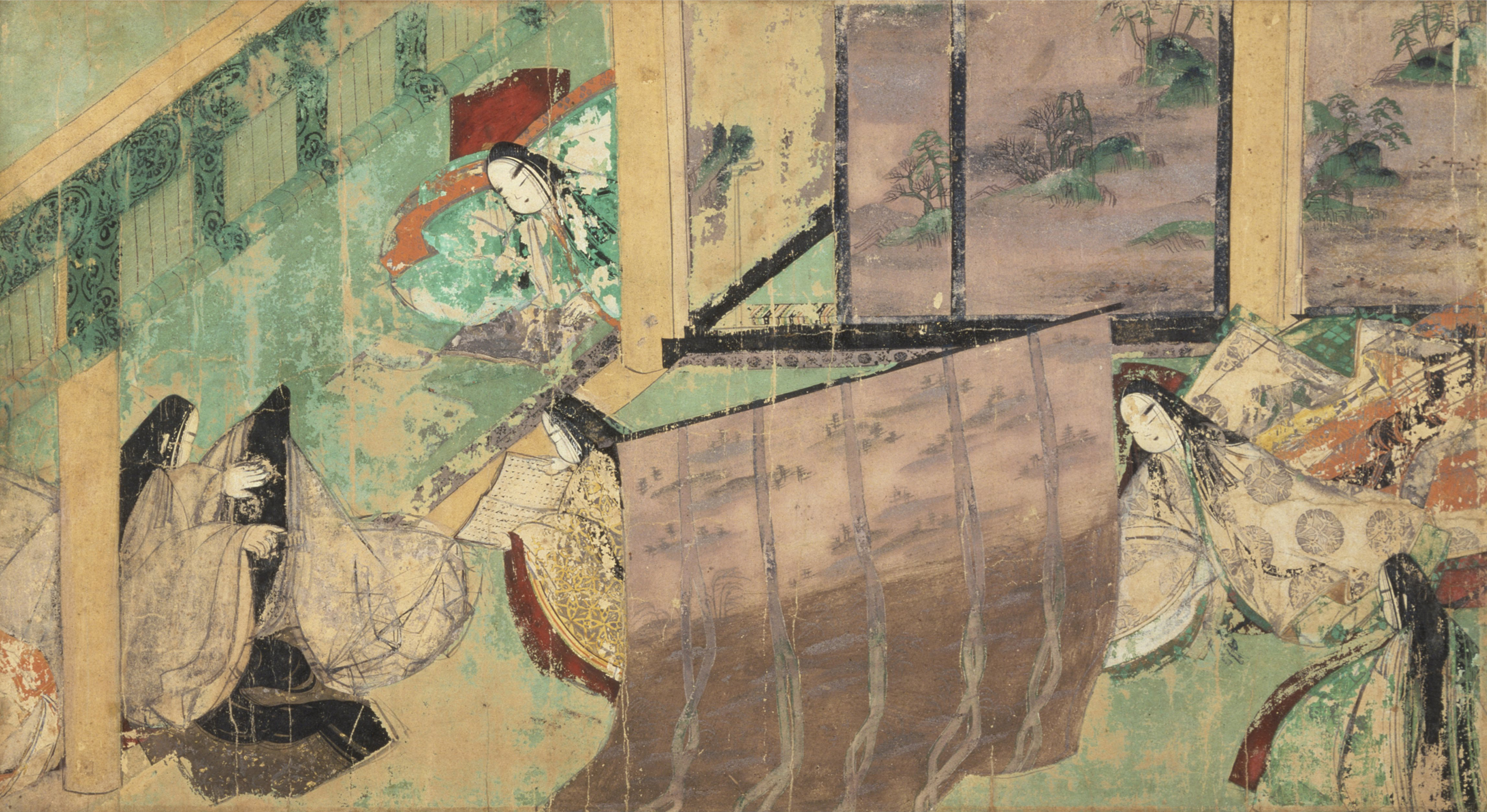
اماکیمونو داستان گنجی در قرن دوازدهم

اِماکیمُونو (به ژاپنی: 絵巻物, Emakimono)، یا ایماکی (巻) یک سیستم روایت افقی از دست‌نویس‌های نقاشی شده‌است که به دوره نارا در قرن هشتم میلادی گاه‌شماری دوران مشترک ژاپن برمی گردد، و از نسخه‌های قدیمی تر چینی خود کپی می‌کند. با این وجود طومارهای ژاپنی در دوره هی‌آن و دوره کاماکورا کاملاً برجسته بودند؛ بنابراین «اماکیمونو» فقط به طومارهای داستانی نقاشی شده ژاپنی اشاره دارد.